# پرچم تونس
پرچم تونس برای اولین بار در ۱۸۳۱ به رسمیت شناخته شد. به‌عنوان پرچم ملی و نشان ملی شناخته می‌شود و همچنین دارای تناسب ۲:۳ می‌باشد.